# Allium yueanum
Allium yueanum — вид рослин з родини амарилісових (Amaryllidaceae); ендемік Китаю.

## Поширення
Ендемік Китаю — північно-західний Сичуань.